# ケネディ対ルイジアナ州事件
ケネディ対ルイジアナ州事件（Kennedy v. Louisiana）554 U.S. 407 (2008)は、合衆国憲法修正第8条の残酷で異常な刑罰の禁止条項は、州が子供をレイプする犯罪に死刑を科すことを認めていないと判決した、合衆国最高裁判所によるランドマーク的な事件である。

## 背景
パトリック・オニール・ケネディ(1964年12月13日 - )は、8歳の女児を強姦した罪で、1995年に12歳未満の子供のレイプに対する死刑を認めた1995年のルイジアナ州法に基づいて死刑判決を受けた。
控訴審でケネディは、児童虐待のためだけに人を処刑することの合憲性に異議を唱えたが、ルイジアナ州最高裁判所はそのような凶悪な犯罪に対して死刑は過酷ではないという理由で拒否した。
ケネディは、殺人以外の犯罪で死刑判決を受けた2人の人間の内の1人だった。 他方のリチャード・L・デイビスは、同じルイジアナの法律のもとで宣告されていた。ケネディは、2008年1月に合衆国最高裁判所に上訴した。 

## 提示された問題
1. 合衆国憲法修正第8条の、残酷で異常な刑罰の禁止条項は、国家が子供のレイプ犯罪を処罰するために死刑を適用することを認めているか
2. もし認めていなければ、ルイジアナ州の刑法は、死刑の対象となる罪状を狭めることができない限り、修正第8条に違反するのか[2]

## 合衆国最高裁判所の意見

### 多数意見
2008年6月25日、合衆国最高裁判所は5対4の差で、合衆国憲法修正第8条は殺害が発生しなかった子供のレイプに対する死刑の執行を禁じていると判決し、ルイジアナ州法を違憲とした。アンソニー・ケネディ判事が主張した多数意見では、死刑の適用は国家コンセンサスに基づいて行われなければならず、6つの州だけが児童虐待に対する死刑を認めているため、そのような合意は存在していないとした。裁判所によると「死刑は、子供のレイプに対して釣り合った罰ではない」。リベラル派判事が合意したこの意見は「裁判所は、意図的な第一級殺人と個人に対する非殺人犯罪を区別していると結論付けている。後者の犯罪は害を及ぼしかねないが、道徳的な堕胎や正当防衛の面では、彼らが重大で取り返しのつかない状況に置かれていることによって行われる行動をただの殺人と比較することはできない」ので、個人に対する犯罪の場合、「被害者の命が取られなかった場合には、死刑を適用すべきではない」と結論付けた。
多数意見は、反逆、スパイ活動、テロ犯罪の死刑の可能性を留保した。これらは「個人」に対してではなく「国家」に対する犯罪と見なされている。 

### 少数意見
サミュエル・アリート判事は、多数意見が立法府の役割を奪っているとして激しく批判した。 